# Liste der Naturdenkmale in Stutensee
| Naturdenkmale | Anzahl |
| ------------- | ------ |
| FND           | 3      |
| END           | 7      |
| Gesamt        | 10     |

Die Liste der Naturdenkmale in Stutensee nennt die verordneten Naturdenkmale (ND) der im baden-württembergischen Landkreis Karlsruhe liegenden Stadt Stutensee. In Stutensee gibt es insgesamt zehn als Naturdenkmal geschützte Objekte, davon drei flächenhafte Naturdenkmale (FND) und sieben Einzelgebilde-Naturdenkmale (END).
Stand: 1. November 2016.

## Flächenhafte Naturdenkmale (FND)
| Name                        | Bild | Kennung     | Einzelheiten | Position | Fläche Hektar | Datum         |
| --------------------------- | ---- | ----------- | ------------ | -------- | ------------- | ------------- |
| Bunkerruine auf dem Sohlweg | BW   | 82151090011 | Stutensee    | ⊙        | 0,1           | 22. Feb. 1989 |
| Feldholzinsel beim Egelsee  |      | 82151090009 | Stutensee    | ⊙        | 0,0           | 9. Dez. 1987  |
| Feldholzinsel im Steinsohl  | BW   | 82151090010 | Stutensee    | ⊙        | 0,5           | 9. Dez. 1987  |
| Legende für Naturdenkmal    |      |             |              |          |               |               |

## Einzelgebilde (END)
| Name                                                   | Bild | Kennung     | Einzelheiten             | Position | Fläche Hektar | Datum        |
| ------------------------------------------------------ | ---- | ----------- | ------------------------ | -------- | ------------- | ------------ |
| Friedenslinde                                          |      | 82151090004 | Stutensee, Friedrichstal | ⊙        | 0,0           | 9. März 1987 |
| Großherzog-Friedrich-Jubiläums-Eiche                   |      | 82151090003 | Stutensee, Friedrichstal | ⊙        | 0,0           | 9. März 1987 |
| Harfenbuche                                            | BW   | 82151090006 | Stutensee, Hardtwald     | ⊙        | 0,0           | 9. März 1987 |
| 1 Eiche                                                |      | 82151090007 | Stutensee, Staffort      | ⊙        | 0,0           | 9. März 1987 |
| 2 Linden bei der Kirche                                |      | 82151090008 | Stutensee, Staffort      | ⊙        | 0,0           | 9. Dez. 1987 |
| 4 Hainbuchen, 5 Rotbuchen, 2 Eichen bei Hardtwalddünen | BW   | 82151090005 | Stutensee, Hardtwald     | ⊙        | 0,0           | 9. März 1987 |
| 45 Eichen Schloß Stutensee                             |      | 82151090002 | Stutensee, Schlossgarten | ⊙        | 0,0           | 9. März 1987 |
| Legende für Naturdenkmal                               |      |             |                          |          |               |              |